# Шапошніков
Ша́пошніков (рос. Шапошников) — варіант прізвища Шапошников.

## Відомі носії
- Шапошніков Віктор Віталійович — матрос Збройних сил України, учасник російсько-української війни.
- Шапошніков Іван Григорович (1911—2000) — радянський учений-фізик, професор, доктор фізико-математичних наук (1951), заслужений діяч науки Російської РФСР.
- Шапошніков Ростислав Сергійович (1986) — голова громадської організації «Дорожній контроль».
- Шапошніков Павло Павлович — старший солдат Збройних сил України, учасник російсько-української війни.
- Шапошніков Леонід Анатолійович (1969) — український веслувальник, призер Олімпійських ігор.